# Lucien Le Foyer
Lucien Le Foyer est un homme politique et libre-penseur français né le 29 juin 1872 à Paris et mort le 5 octobre 1952 à Saint-Germain-en-Laye. Franc-maçon — il est grand maître de la Grande Loge de France entre 1928 et 1930 — et pacifiste.

## Biographie
Avocat et député de la Seine de 1909 à 1910, inscrit au groupe radical-socialiste.  il milite longtemps pour la paix: il est vice-président de l'association La paix par la droit dans les années 1900, président du groupe de Paris de cette association au début des années 1920, secrétaire général à partir de 1902 puis président de la Délégation permanente des sociétés françaises de la paix (conseil national de la paix).
Il est l'un des douze secrétaires du comité exécutif du Parti républicain, radical et radical-socialiste en 1904.
Opposé à la participation de radicaux-socialistes aux élections législatives de 1919 sur les listes du Bloc national, il se porte candidat sur la liste du Bloc républicain de gauche dans la 2e circonscription de Paris, mais il n'est pas élu.
L’Académie française lui décerne le prix Jules-Davaine en 1950 pour son ouvrage L’Enchantement de l'esprit et le prix Amélie-Mesureur-de-Wally en 1952 pour son ouvrage Le charme des choses

## Sources
- « Lucien Le Foyer », dans le Dictionnaire des parlementaires français (1889-1940), sous la direction de Jean Jolly, PUF, 1960 [détail de l’édition] [texte sur Sycomore]
- Philippe Oliveira, Nicolas Offenstadt, "L'engagement pour la paix dans la France de l'entre-deux-guerres : un ou des pacifismes ?", Matériaux pour l'histoire de notre temps, 1993, vol. 30, no 1
- Jean-Michel Guieu, Le rameau et le glaive: Les militants français pour la Société des Nations, Presses de la fondation nationale des sciences politiques, 2008